# 1148 Rarahu
1148 Rarahu är en asteroid i huvudbältet som upptäcktes den 5 juli 1929 av den ryske astronomen Alexander Nikolaevich Deutsch vid Pulkovo-observatoriet. Den upptäcktes också oberoende den 28 juli 1929 av de sydafrikanska astronomerna Cyril V. Jackson och H.E. Wood vid observatoriet i Johannesburg.   Dess preliminära beteckning var 1929 NA. Den fick senare ett tahitiskt flicknamn hämtat ur den franske författaren Pierre Lotis roman Le mariage de Loti. I svensk översättning fick romanen titeln Rarahu (1880).
Den tillhör asteroidgruppen Eos.
Rarahus senaste periheliepassage skedde den 15 november 2018.[Uppdatering behövs] Dess rotationstid har beräknats till 6,55 timmar.